# Base Aérea Militar N.º 7 de Pie de la Cuesta
La Base Aérea Miliar N.º 7 de Pie de la Cuesta (OACI: MM41), oficialmente Base Área Militar General de División Gustavo G. León González, se encuentra localizada en Acapulco, específicamente en el área de Pie de la Cuesta, Guerrero, a 16 millas náuticas al oeste del Aeropuerto Internacional de Acapulco, a 5,5 mn de la Ciudad de Acapulco y a 1,4 mn de Pie de la Cuesta. Fue el primer aeropuerto de Acapulco, siendo sustituido por el Aeropuerto Internacional de Acapulco.
La Base Aérea n.º 7 es actualmente comandada por el general de Grupo Piloto Aviador Diplomado de Estado Mayor, José de Jesús Robles Peña.

## Historia
Gracias al gran crecimiento poblacional de Acapulco y a la necesidad de un medio de transporte, fue inaugurado en 1945, en Pie de la Cuesta, teniendo un uso civil como aeropuerto del Puerto de Acapulco. Pero debido al auge de este destino turístico, la creación de varios hoteles y con la Avenida Costera inaugurada en 1947 por el presidente Miguel Alemán Valdés fue necesario construir un aeropuerto más grande por lo que se proyectó un nuevo aeropuerto en Plan de los Amates donde comenzaron a llegar los jets, luego se amplió a internacional en el gobierno del presidente Gustavo Díaz Ordaz, que lo inauguró en 1967, con el nombre de Juan Álvarez.
Así el 23 de abril de 1955 se entregó dicho aeropuerto a la Secretaría de la Defensa Nacional para que lo operara la Fuerza Aérea Mexicana (FAM) con el nombre de Base Aérea Militar No.7 (BAM-7).
Durante el terrorismo de Estado del gobierno de México, la llamada «Guerra Sucia», la base sirvió como un centro clandestino de detención y tortura, realizándose ahí detenciones y reclusiones ilegales, torturas e interrogatorios, así como el despegue de los llamados «vuelos de la muerte» los cuales arrojaban desde aviones de la FAM a personas asesinadas y moribundas hacia el Océano Pacífico. Entre los militares señalados de operar este método están Mario Arturo Acosta Chaparro, Alfredo Mendiola, Alberto Aguirre y Humberto Rodríguez Acosta. Testimonios indican que en este sitio fue vista por última vez con vida Alicia de los Ríos Merino. La Comisión de la Verdad del Estado de Guerrero calculó en unas 1 500 las personas asesinadas y desaparecidas de esta manera.
Esta base apareció en la pantalla grande cuando en 1985 se filmó la película Rambo II en sus instalaciones que simulaba ser una base aérea tailandesa desde donde Rambo parte a una misión.

## Información
Cuenta con el  Escuadrón Aéreo 102 que opera aeronaves Bell 212 y Bell 206.
El nombre de su Ala es 2/o. Ala De Pelea. Región Aérea del Centro, y el general de ala es el piloto aviador Diplomado de Estado Mayor Aéreo Manuel de Jesús Hernández González.
| Grupo aéreo     | Escuadrón | Aeronave          | Ala |
| --------------- | --------- | ----------------- | --- |
|                 |           |                   |     |
| 5.º grupo aéreo | EA 102    | Bell 212 Bell 206 |     |

## Accidentes e incidentes
- El 16 de diciembre de 2006 una aeronave Antonov An-32B con matrícula 3106 perteneciente a la Fuerza Aérea Mexicana se estrelló durante su aproximación a la Base Aérea de Pie de la Cuesta matando a los 4 tripulantes. La aeronave acababa de cumplir una misión de entrenamiento de paracaidistas.[10][11][12]

- El 6 de octubre de 2010 una aeronave Pilatus PC-7 de la Fuerza Aérea Mexicana con matrícula 2568 tuvo una falla de motor durante su despegue de la Base Aérea de Pie de La Cuesta a un vuelo local de reconocimiento contra un cartel de drogas, la aeronave se estrelló en el mar matando a sus 2 tripulantes.[13]